# Ljudmyla Bobrus-Poradnyk
Ljudmyla Kostiantynivna Bobrus-Poradnyk (ukrainska: Людмила Костянтинівна Бобрусь-Порадник), född Bobrus, den 11 januari 1946 i Kiev, Ukrainska SSR, Sovjetunionen, är en ukrainsk tidigare sovjetisk före detta handbollsspelare.
Hon tog OS-guld i damernas turnering i samband med de olympiska handbollstävlingarna 1976 i Montréal.
Hon tog därefter OS-guld i damernas turnering i samband med de olympiska handbollstävlingarna 1980 i Moskva.